# UPK1A
UPK1A (англ. Uroplakin 1A) – білок, який кодується однойменним геном, розташованим у людей на короткому плечі 19-ї хромосоми. Довжина поліпептидного ланцюга білка становить 258 амінокислот, а молекулярна маса — 28 879.
| 10         |  | 20         |  | 30         |  | 40         |  | 50         |
| ---------- |  | ---------- |  | ---------- |  | ---------- |  | ---------- |
| MASAAAAEAE |  | KGSPVVVGLL |  | VVGNIIILLS |  | GLSLFAETIW |  | VTADQYRVYP |
| LMGVSGKDDV |  | FAGAWIAIFC |  | GFSFFMVASF |  | GVGAALCRRR |  | SMVLTYLVLM |
| LIVYIFECAS |  | CITSYTHRDY |  | MVSNPSLITK |  | QMLTFYSADT |  | DQGQELTRLW |
| DRVMIEQECC |  | GTSGPMDWVN |  | FTSAFRAATP |  | EVVFPWPPLC |  | CRRTGNFIPL |
| NEEGCRLGHM |  | DYLFTKGCFE |  | HIGHAIDSYT |  | WGISWFGFAI |  | LMWTLPVMLI |
| AMYFYTML   |  |            |  |            |  |            |  |            |

A: Аланін

C: Цистеїн

D: Аспарагінова кислота

E: Глутамінова кислота

F: Фенілаланін

G: Гліцин

H: Гістидин

I: Ізолейцин

K: Лізин

L: Лейцин

M: Метіонін

N: Аспарагін

P: Пролін

Q: Глутамін

R: Аргінін

S: Серин

T: Треонін

V: Валін

W: Триптофан

Задіяний у такому біологічному процесі, як альтернативний сплайсинг. 
Локалізований у мембрані.